# 640.
640. je peto desetletje v 7. stoletju med letoma 640 in 649. 